# 戴雷·普利哥斯
戴雷·普利哥斯（Darryl Plecas，1951年或1952年）是加拿大政治人物，2013年当选阿伯茨福德南选区的卑诗省议员。 2017年5月9日连任成功。

## 背景
戴雷·普利哥斯从政前是一名犯罪学家和教师。